# 1863年逝世人物列表
1863年逝世人物列表：1月 - 2月 - 3月 - 4月 - 5月 - 6月 - 7月 - 8月 - 9月 - 10月 - 11月 - 12月
下面是1863年逝世的知名人士列表。

## 1月

### 1月1日
- 威廉·伦肖，美國海軍軍官（陣亡）

## 2月

### 2月7日
- 威廉·法誇爾森·伯內特，英國準將（溺水身亡）

### 2月10日
- 艾瑪·凱薩琳·恩伯里，美國作家

## 4月

### 4月1日
- 雅各·施泰納，瑞士數學家

### 4月10日
- 乔瓦尼·巴蒂斯塔·阿米奇，義大利天文學家、顯微鏡學家和植物學家

### 4月21日
- 羅伯特·貝特森爵士，第一代男爵，愛爾蘭貴族

## 5月

### 5月7日
- 厄爾·范·多恩，美國邦聯將軍（被謀殺）

### 5月10日
- 湯瑪斯·傑克遜，美國邦聯將軍（因傷去世）

## 6月

### 6月7日
- 安東尼奧·瓦萊羅·德·伯納貝，拉丁美洲解放者

### 6月9日
- 多斯特·穆罕默德汗，喀布爾埃米爾，坎大哈國王

### 6月24日
- 喬治·埃利奧特爵士，英國海軍上將

### 6月26日
- 安德魯·赫爾·富特，美國海軍上將

## 7月

### 7月1日
- 约翰·F·雷诺兹，美國將軍（陣亡）

### 7月5日
- 路易斯·阿米斯特德，美國邦聯將軍（因傷去世）

### 7月10日
- 克萊門特·克拉克·摩爾，美國作家和教師

### 7月18日
- 羅伯特·古爾德·蕭，美國聯邦陸軍軍官（陣亡）

### 7月21日
- 約瑟芬·卡布里克，捷克植物學家和古生物學家

### 7月26日
- 山姆·休士頓，德克薩斯共和國第一任總統

## 8月

### 8月1日
- Jind Kaur，印度皇室成員，旁遮普邦的馬哈拉尼

### 8月13日
- 欧仁·德拉克罗瓦，法國畫家

## 9月

### 9月17日
- 阿尔弗雷德·德·维尼，法國作家

### 9月20日
- 雅各布·格林，德國民俗學家

### 9月21日
- 本傑明·哈丁·赫爾姆，邦聯政治家和將軍（因傷去世）

## 10月

### 10月13日
- 菲力浦·安托萬·多爾納諾，法國元帥

## 11月

### 11月2日
- 西奧多·猶大，美國鐵路工程師（黃熱病）

### 11月13日
- 伊格納西奧·科蒙福爾，墨西哥總統，1855-1857年（陣亡）

### 11月15日
- 丹麥國王弗雷德里克七世

## 12月

### 12月2日
- 簡·皮爾斯，美國第15任第一夫人

### 12月13日
- 克利斯蒂安·弗裡德里希·赫貝爾，德國作家

### 12月16日
- 約翰·布福德，美國將軍

### 12月24日
- 威廉·馬克和平·薩克雷，英國小說家